# Ruthie Henshall
Valentine Ruth Henshall, detta Ruthie (Bromley, 7 marzo 1967), è un'attrice, cantante e ballerina inglese, nota soprattutto come interprete di musical nei teatri del West End.

## Biografia
Ruthie Henshall è nata nella cittadina di Orpington e ha studiato alla Laine Theatre Arts School di Epson, nel Currey. Dopo alcune esperienze teatrali a livello regionale, nel 1987 ha ottenne il ruolo di Maggie nella tournée britannica del musical A Chorus Line, facendo poi pochi mesi più tardi il suo esordio sulle scene londinesi in Cats; la Henshall rimase nel cast del musical per due anni, durante i quali interpretò il ruolo minori di Jemima e fu la sostituta per le parti principali di Demeter, Jellyorum, Griddlebone e, soprattutto, Grizabella, il personaggio che canta la celebre "Memory". Nel 1989 lasciò la compagnia di Cats per unirsi al cast originale di Miss Saigon al Theatre Royal Drury Lane. Dopo aver recitato nella produzione originale di Children of Eden, nel 1991 lavorò prevalentemente al Festival Teatrale di Chichester, apparendo in numerose opera di prosa tra cui l'Enrico VIII di William Shakespeare. Nel 1992 tornò sulle scene londinesi e all'età di venticinque anni interpretò Fantine nel musical Les Misérables al Palace Theatre. Il ruolo le diede la possibilità di cantare la famosa I Dreamed a Dream facendola conoscere al grande pubblico. L'anno successivo ottenne un grande successo con il musical Crazy for You al Prince Edward Theatre, ricevendo la sua prima candidatura al Laurence Olivier Award alla miglior attrice in un musical. L'anno successivo fu la protagonista Amalia Balash nel musical She Loves Me al Savoy Theatre e per la sua performance vinse il Laurence Olivier Award alla miglior attrice in un musical. Sempre nel 1995 cantò la musica di George Gershwin alla Royal Festival Hall e tornò a cantare il ruolo di Fantine in occasione del concerto per il decimo anniversario di Les Misérables alla Royal Albert Hall.
Nel 1996 recitò al London Palladium interpretando Nancy in un revival del musical Oliver! diretto da Sam Mendes. Nel 1997 tornò a calcare le scene londinesi nel musical Chicago in scena all'Adelphi Theatre e per la sua performance nel ruolo di Roxie Hart ha ottenuto la sua terza candidatura al premio Olivier, anche se la statuetta andò ad Ute Lemper, sua co-protagonista in Chicago. La carriera della Henshall rimase legata a Chicago per molti anni a venire. Nel 1999, infatti, fece il suo esordio a Broadway nella produzione stabile di Chicago, questa volta nel ruolo che fu della Lemper, quello di Velma Kelly. Sempre nel 1999 recitò nuovamente a Broadway con Carol Burnett, George Hearn e John Barrowman nella rivista Putting It Together, mentre l'anno successivo recitò ne I monologhi della vagina nell'Off-Broadway e nella produzione newyorchese di Miss Saigon nel ruolo della co-protagonista Ellen. Nel 2001 tornò a Londra per recitare nel musical Peggy Sue Got Married, che le valse una quarta nomination al Laurence Olivier Award; nello stesso anno recitò anche nella produzione londinese de I monoghi della vagina. Nel 2003 ha recitato nuovamente in Chicago all'Adelphi Theatre, questa volta nel ruolo di Velma Kelly. Nello stesso anno si unì anche alla tournée britannica del musical di Ann Reinking Fosse, seguito nel 2004 da The Woman in White di Andrew Lloyd Webber nel West End londinese.
Dopo aver recitato in The Other Woman (2006) e Stairway to Paradise (2007) a New York, nel 2008 fu l'eponima protagonista di Marguerite nel West End, ottenendo così una quinta candidatura al Premio Laurence Olivier. L'anno successivo tornò nel West End per interpretare nuovamente Roxie Hart in Chicago, un ruolo in cui tornò a recitare l'anno successivo a Broadway. Nel 2011 fece una rara apparizione nel teatro di prosa, interpretando Elvira nella commedia di Noel Coward Spirito allegro all'Apollo Theatre. Negli anni 2010 l'attività teatrale della Henshall si è diradata e l'attrice ha recitato prevalentemente in edizioni concertistiche di musical, piuttosto che in produzioni teatrali in scena per mesi nello stesso teatro. Nel 2012 ha recitato in un allestimento semi-scenico di Side By Side By Sondheim a Sydney e in una versione concertistica di Guys and Dolls alla Cadogan Hall di Londra. Tra il 2014 e il 2016 ha interpretato la maestra di danza Mrs Wilkins in Billy Elliot the Musical al Victoria Palace Theatre; nell'aprile 2015 prese parte anche un allestimento concertistico di Follies alla Royal Albert Hall, interpretando la protagonista Sally Durant Plummer accanto a un cast che annoverava anche Christine Baranski e Betty Buckley. Nel 2018 è tornata a recitare in Chicago, questa volta in un revival in scena al Phoenix Theatre con il premio Oscar Cuba Gooding Jr. e Josefina Gabrielle. Nel 2022 ha recitato a Manchester nel musical di Passion, in cui ha interpretato la protagonista Fosca.

### Vita privata
Ha avuto una relazione di due anni con Edoardo, conte di Wessex ed è stata brevemente fidanzata con John Gordon Sinclair a metà degli anni novanta. Nel 2004 si è sposata con Tim Howar, da cui ha avuto due figli; nel 2009 la coppia si è separata.

## Filmografia (parziale)

### Televisione
- Law & Order - I due volti della giustizia - serie TV, 1 episodio (2000)
- Curb Your Enthusiasm - serie TV, 1 episodio (2011)
- Maghi contro alieni - serie TV, 1 episodio (2012)

## Libri
- So You Want to Be in Musicals?, Londra, Nick Hern Books, 2012, ISBN 978-1848421509